# Pietrosu (okręg Jassy)
Pietrosu – wieś w Rumunii, w okręgu Jassy, w gminie Tătăruși. W 2011 roku liczyła 949 mieszkańców.